# 皱苦竹
皱苦竹（学名：Pleioblastus rugatus）为禾本科大明竹属下的一个种。

## 扩展阅读
- 維基物種上的相關：皱苦竹